# Pomnik Diany we Wrocławiu
Pomnik bogini Diany we Wrocławiu (niem. Diana Gruppe in Scheitniger Park) – zrekonstruowany pomnik bogini Diany we Wrocławiu w Parku Szczytnickim.
Pierwotny pomnik Diany był autorstwa Ernsta Segera. Od 1898 r. stał w parku Szczytnickim u zbiegu ulic Mickiewicza i Wróblewskiego. Bogini (wyobrażona w scenie polowania) stała na cokole z głazów, trzymała w ręku włócznię i towarzyszyły jej dwa psy myśliwskie. W 1945 r. pomnik zniknął w nieznanych okolicznościach. Po upływie 70 lat podjęto decyzję o jego rekonstrukcji. Odtworzenia pomnika podjęli się: Towarzystwo Miłośników Wrocławia, Polski Związek Łowiecki i miasto Wrocław, a wrocławianie wsparli projekt dobrowolnymi datkami (łącznie zebrano 290 tysięcy złotych). Rekonstrukcji rzeźby dokonał Ryszard Zarycki. Pomnik odsłonięto 10 września 2015 r. na skwerze Zbyszka Cybulskiego.